# Örekilsälven
Örekilsälven eller Kvistrumsån er en å, der løber i Dalsland og Bohuslän (i Västra Götalands län) i Sverige, med en længde på 70 kilometer og et afvandingsområde på 1.340,2 km² samt en vandmængde på 22 m3/s. Åen munder ud i Saltkällefjorden i den indre del af Gullmarn. Et af Örekilsälvens tilløb er Munkedalsälven. Der er forholdsvis få søer langs åen, den største er Kärnsjön, omkring 5 km nord for Munkedal.
Kort før Saltkällefjorden passeres Kvistrum.
58°26′59″N 11°41′20″Ø / 58.44968°N 11.68902°Ø